# Kopf & Kragen Literaturverlag

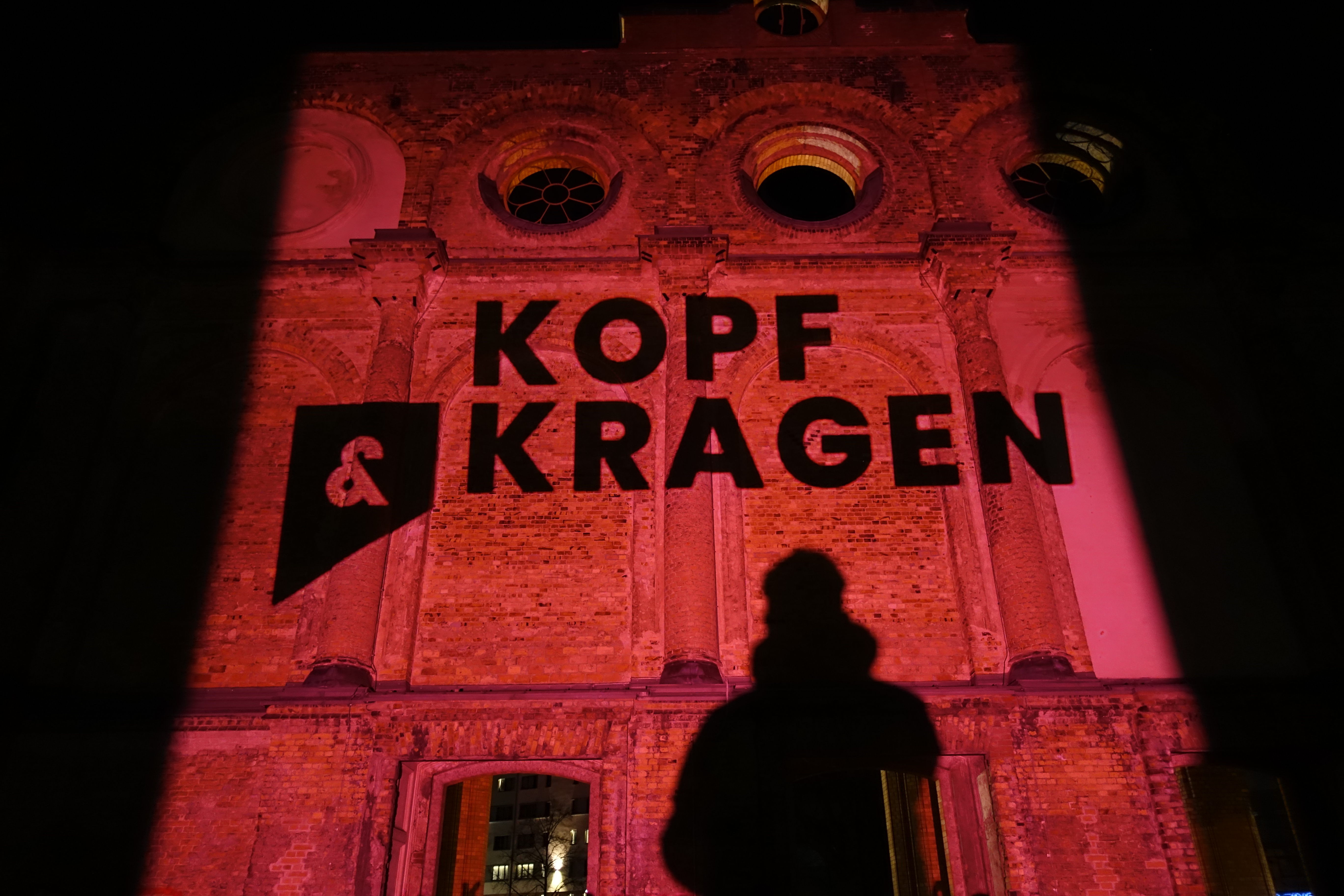
Kopf & Kragen Literaturverlag (Lichtguerillaaktion in Berlin, Herbst 2022)

Der Kopf & Kragen Literaturverlag ist ein unabhängiger Verlag für Gegenwartsliteratur und Kunst mit Sitz in Berlin (Neukölln).

## Geschichte
Der literarisch ausgerichtete Literaturverlag wurde 2021 von René Koch gegründet. Der Verlag versteht sich als offenes Künstlerkollektiv für Autoren und bildende Künstler. Ziel sei es, durch Literatur und Kunst das visionäre Denken wiederzubeleben, utopische Räume zu eröffnen und Diskurse auszulösen, die über die vermeintlich zukunftslose Gegenwart hinausführen.

## Programm
Der Programmschwerpunkt liegt auf Prosa in Form von Romanen, Erzählungen und Miniaturen. Außerdem werden Streitschriften, Unikatbücher und Kunstdrucke verlegt. Zeitgenössische, politische und gesellschaftskritische Themen stehen im Vordergrund.
Veröffentlicht wurden unter anderem der mit dem Prix des Cinq Continents de la francophonie und dem Prix Ahmadou Kourouma ausgezeichnete französische Schriftsteller Wilfried N’Sondé mit seinem von Brigitte Große ins Deutsche übersetzten Roman Frau des Himmels und der Stürme (im französischen Original Femme du ciel et des tempêtes, Actes Sud, 2021), der Roman Litiotopia von Poljak Wlassowetz und die multimediale Anthologie U8 Untergrundminiaturen mit Texten von unter anderem Sven Pfizenmaier, Marius Hulpe, Daniel Klaus, Veronique Homann sowie mit Zeichnungen des Künstlers Cris Koch. Im Bereich Kunst schuf der Maler Christian Weber das Unikatbuch Metamorphosis, eine mehrere Meter lange Monotypie in Form eines Leporellos, und das Buch Nōtan – Monotype Manga.

## Bücher (Auswahl)
- Poljak Wlassowetz: Litiotopia, 2021, ISBN 978-3-949729027.
- Poljak Wlassowetz: Manifest für ein gutes Leben, 2021, ISBN 978-3-949729041.
- U8 Untergrundminiaturen (multimediale Anthologie), 2022, ISBN 978-3-949729089.
- Wilfried N´Sondé: Frau des Himmels und der Stürme, 2023, ISBN 978-3-949729102.